# Tlustomosty

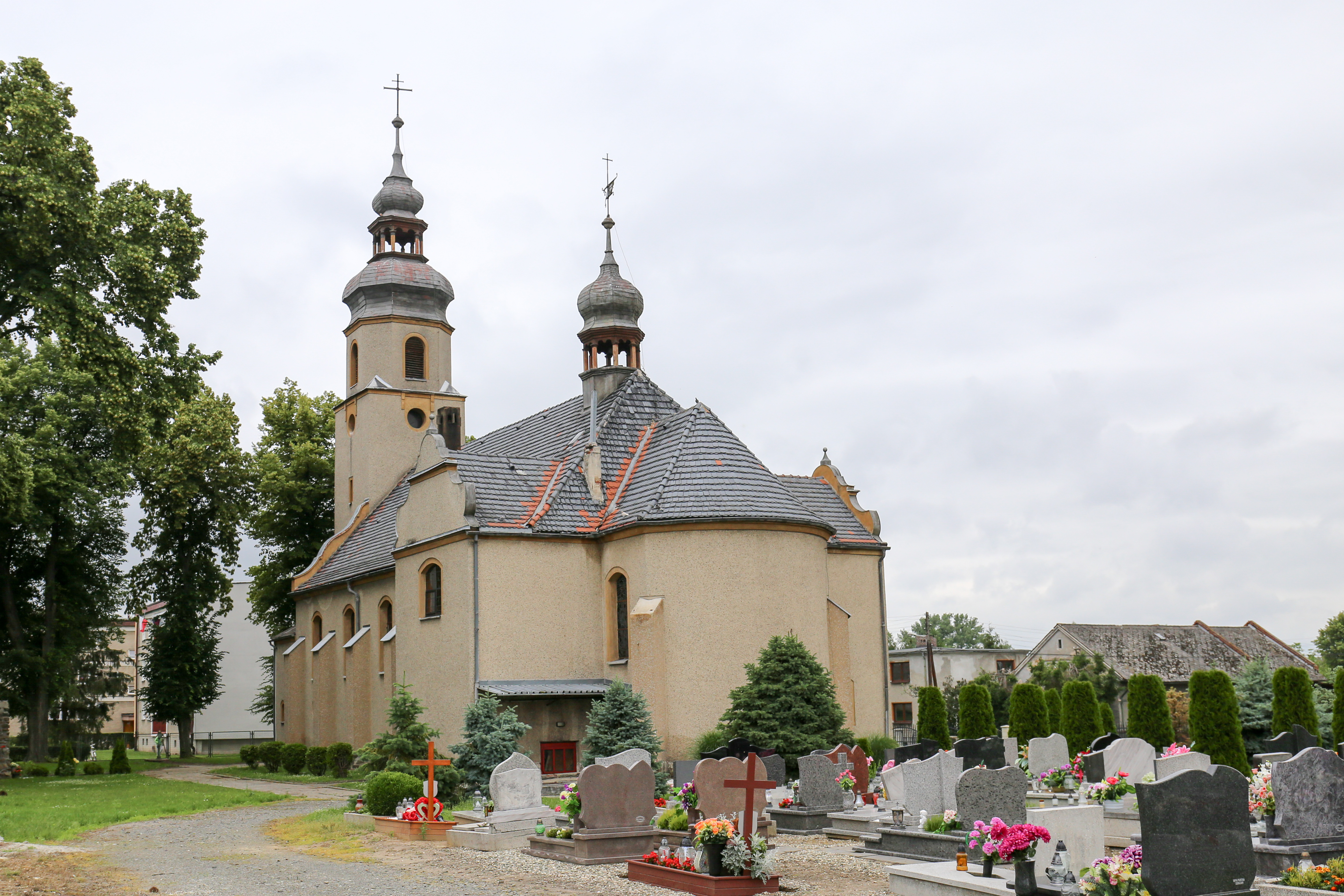
Kostel

Tlustomosty (polsky Tłustomosty, německy Stolzmütz) jsou vesnicí a katastrálním území v polské gmině Bavorov (Baborów). Samotná vesnice Tlustomosty leží na pravém břehu řeky Ciny, známé též jako Pština. Součástí katastru Tlustomostů je dále osada Langov a samota Rogów.

## Historický přehled
Tlustomosty byly ve svých původních katastrálních hranicích (tedy bez samoty Rogów) součástí moravské enklávy Ketřské panství. Celé panství získalo po první slezské válce roku 1742 Prusko, které je začlenilo do Pruského Slezska.

## Slavní rodáci
- Josef Martin Nathan (1867-1947), biskup, zakladatel psychiatrické léčebny Městečko milosrdenství v Branicích